# Focke-Wulf Fw 190 Würger
Фокке-Вульф Fw 190 (нем. Focke-Wulf Fw.190 «Würger») — немецкий одноместный одномоторный поршневой истребитель-моноплан, стоявший на вооружении люфтваффе во время Второй мировой войны. Fw.190 успешно использовался в различных амплуа, в частности в роли высотного перехватчика (в особенности Fw.190D), эскортного истребителя, штурмовика, ночного истребителя и зарекомендовал себя настоящей «рабочей лошадкой» люфтваффе.
Внутри компании «Фокке-Вульф» типам самолётов в качестве дополнительного описания давали имена птиц, Fw.190 получил имя «Würger» — «Сорокопут» (небольшая хищная птица).

## Разработка
Осенью 1937 года Имперское министерство авиации заказало нескольким компаниям разработку проекта нового истребителя, для использования совместно с Мессершмиттом Bf.109. Мессершмитт Bf.109 превосходно зарекомендовал себя, однако высшее руководство люфтваффе опасалось, что новейшие иностранные разработки могут превзойти его, и хотело иметь в запасе более современный истребитель.
Конструкторское бюро (КБ) «Фокке-Вульф Флюгцойгбау АГ», возглавляемое профессором Куртом Танком, предложило несколько вариантов самолёта, в основном, с двигателями водяного охлаждения. Однако разработки не вызывали интереса в министерстве до тех пор, пока не был предложен проект с использованием 18-цилиндрового двигателя BMW 139 воздушного охлаждения со звездообразным расположением цилиндров. В то время среди европейских авиаконструкторов такие двигатели не пользовались популярностью, так как считалось, что их большая площадь поперечного сечения создавала слишком большое аэродинамическое сопротивление и ограничивала обзор пилоту, по сравнению с рядными двигателями с жидкостным охлаждением. Однако Танка это не смутило. Вместо того, чтобы оставлять цилиндры двигателя открытыми, улучшая охлаждение и увеличивая лобовое сопротивление, КБ спроектировало носовую часть с небольшим зазором между обтекателем и цилиндрами в сочетании с туннельным коком пропеллера.
В состав группы КБ, разработавших машину, входили: Зам. Танка — Вилли Кютхер (координатор работ); Рудольф Блазер — силовая конструкция; Людвиг Миттельхубер — ответственный по работам в КБ; Ганс Зандер и Курт Мельхорн — выполняющие начальную испытательную программу. Во всей группе 12 человек.
Интерес же к проекту объяснялся тем, что оба германских производителя рядных авиационных двигателей — заводы «Юнкерс» в Дессау и «Даймлер-Бенц» в Штутгарте не могли обеспечить производство нового самолёта. «Даймлер-Бенц» едва справлялся с заказами на изготовление двигателей для Мессершмиттов Bf.109 и Bf.110. «Юнкерс» же обеспечивал моторами собственные Ju-87, Ju-88, а также Хейнкель He-111H.

## Прототипы

### Первые прототипы
Первый прототип, FW-190V1 под гражданским номером D-OPZE, оснащённый двигателем BMW 139, поднялся в воздух 1 июня 1939 года и сразу продемонстрировал свои исключительные лётные характеристики, отличную управляемость, хороший обзор и высокую скорость (около 610 км/ч в первом полёте). К недостаткам относилась, в первую очередь, высокая скорость сваливания (около 200 км/ч). Лётчики-испытатели, пилотировавшие прототип, отметили также, что его широко расположенное шасси упрощает взлёт и посадку, делая его более безопасным самолётом по сравнению с Мессершмиттом Bf.109.
Переднее расположение кабины, сразу за двигателем, вылилось в очень высокую температуру в ней, достигавшую +55 °C. Лётчик-испытатель Ганс Зандер сказал однажды, что летать в такой кабине «всё равно, что сидеть двумя ногами в камине». Кроме того, проявилась и недостаточная герметизация кабины, из-за чего в неё попадали выхлопные газы, создавая угрозу жизни пилота.
Прототип был передан люфтваффе для испытаний и, как и следовало ожидать, был возвращён производителю для доработки. Дальнейшими работами по доводке самолёта занялся коллектив под руководством Рудольфа Блазера.
Использование туннельного кока (обтекателя) винта не оправдало себя, поэтому все последующие модификации самолёта были с обычным коком. Для лучшего охлаждения двигателя на вал посадили крыльчатку для принудительного охлаждения.
Спустя пять месяцев был построен второй прототип, FW-190V2, двигатель которого уже был оснащён крыльчаткой. Прототип вооружили двумя пулемётами MG 17 и MG 131. По другим данным это были два MG 17.

### Новый двигатель
В то же время выпуск двигателей BMW 139 был прекращён, так как модель сочли бесперспективной. Рудольфу Блазеру пришлось отказаться от использования BMW 139 в пользу нового 14-цилиндрового BMW 801. Новый двигатель был того же диаметра, что и BMW 139, но имел большую длину и был на 160 кг тяжелее. Пришлось перерабатывать планер самолёта. Кабина была смещена назад, что негативно сказалось на обзорности, но улучшило климат. Также было усилено шасси, которое оснастили электромеханическим механизмом выпуска, взамен гидравлического. Увеличение веса нового прототипа, получившего название FW-190V5 (FW-190V3 и V4 проектировались под двигатель BMW 139 и не были завершены), негативно сказалось на его лётных качествах — он уступал первому прототипу V1. Для исправления ситуации было принято решение увеличить площадь крыла. Новое крыло смонтировали на все том же FW- 190V5, который назвали FW-190V5g (нем. Grosser — больший), в отличие от старого — FW-190V5k (нем. Kleiner — меньший).
Несмотря на принятые меры, двигатель самолёта (особенно его задняя звезда) продолжал, хотя и в меньшей мере, перегреваться (был отмечен как минимум один случай детонации боекомплекта пушек из-за этого). В действительности же проблема перегрева двигателя была решена только в 1942 году с появлением модели FW-190А-2, на которой устанавливался модернизированный BMW 801 C-2. Значительно улучшила систему охлаждения доработка, предложенная Рольфом Шрёдтером из 54-й истребительной эскадры. Он предложил изменить схему отвода горячего воздуха от цилиндров, причём сделать это можно было даже силами полевых ремонтных мастерских.
Самолёт оснастили прообразом бортового компьютера — управляющим устройством (нем. Kommandogerät), которое брало на себя многие функции, такие как регулировка шага винта, поддержание состава топливовоздушной смеси, форсирование двигателя и выдерживание заданных оборотов на валу. Вообще, на самолёте значительное применение нашли именно электромеханические системы управления, в число которых, кроме уже упомянутых, входили электромеханические закрылки, триммеры, системы управления и перезарядки оружия. Электромеханическое оборудование обладало большей живучестью по сравнению с гидравлическим, и его применение положительно сказалось на боевых характеристиках самолёта.

### Нулевая серия
Перед началом серийного выпуска пришлось доработать самолёт с точки зрения облегчения его эксплуатации и технического обслуживания в полевых условиях, в том числе на полевых аэродромах. Кроме того, следовало подготовить некоторое число пилотов и механиков. С этой целью из 2-й группы 26-й истребительной эскадры выделили группу пилотов и механиков, из которых в марте 1941 года сформировали 190-ю испытательную эскадрилью (нем. Erprobungsstaffel 190). Эта эскадрилья, возглавляемая техническим офицером обер-лейтенантом Отто Беренсом, получила шесть FW-190A-0 (зав. № 0013, 0014, 0018, 0019, 0021, 0022). Предварительную подготовку личный состав эскадрильи проходил в Рехлине. Полёты совершались с аэродрома Рехлин-Роггентин. Затем её перебросили на аэродром Ле-Бурже под Парижем. Полевые испытания выявили новые недоработки, устранение которых заняло ещё три месяца.

## История службы

### Западный фронт
После завершения полевых испытаний 190-я испытательная эскадрилья вернулась в состав 26-й истребительной эскадры, которая в то время базировалась во Франции. В скором времени вся 26-я эскадра перешла на новые FW-190A-1. Вслед за ней новые машины получила 2-я истребительная эскадра, также дислоцированная во Франции. 14 августа 1941 года пилот 26-й эскадры Вальтер Шнайдер сбил первый «Спитфайр».
В первые несколько месяцев после появления на Западном фронте FW-190 оставался незамеченным командованием союзников. Новый истребитель с звездообразным двигателем, о котором сообщали пилоты, долгое время считался трофейным французским P-36. Тем не менее, вскоре выяснилось, что новый истребитель превосходит «Супермарин Спитфайр Mk V», бывший в то время основным истребителем британских ВВС, по всем показателям, кроме радиуса виража. Превосходство в небе над Ла-Маншем вновь перешло к люфтваффе, и командование британских ВВС даже планировало совершить специальную операцию по угону одного FW-190 с аэродрома люфтваффе для последующего изучения. Однако в конце июня 1942 года англичане получили «подарок» — полностью исправный FW-190A-3, когда пилот 2-й истребительной эскадры обер-лейтенант Армин Фабер из-за навигационной ошибки приземлился в Уэльсе.
Первой значительной операцией, в которой приняли участие новые самолёты, стала операция «Доннеркайл» (удар грома) (составная часть операции «Цербер» — проводка линкоров «Шарнхорст», «Гнейзенау», и тяжёлого крейсера «Принц Ойген» из Бреста на базы в Германии 11-13 февраля 1942 года). При обеспечении воздушного прикрытия согласно первым сообщениям было сбито 43 британских самолёта — бомбардировщики, торпедоносцы, истребители — были сбиты либо истребителями, либо огнём противовоздушной артиллерии. Эта цифра позднее увеличилась более чем до 60 сбитых самолётов), потери же немецкой авиации составили 11 человек и 17 самолётов (из них 2 FW-190). Причём большая часть истребителей Люфтваффе разбилась при посадке из-за плохой погоды.
Следующий крупный успех пришёл к пилотам FW-190 через полгода, во время высадки десанта союзников под Дьепом. На тот момент в составе 2-й и 26-й эскадр насчитывалось 115 самолётов, в основном FW-190A-3 (во 2-й эскадре также было несколько Мессершмиттов Bf 109G). Со стороны союзников в воздушных боях участвовало около 300 самолётов, преимущественно «Спитфайров MkV». В ходе боёв обе эскадры по различным причинам потеряли 25 машин, заявив при этом 106 сбитых самолётов противника (в том числе 88 Спитфайров). Союзники потеряли 81 пилота убитыми и пленными, люфтваффе — 14 пилотов. Помимо воздушных боёв фокке-вульфы FW-190 успешно использовались против судов союзников.
С лета 1942 года 2-я и 26-я истребительные эскадры активно участвовали в перехвате стратегических бомбардировщиков союзников. В первое время им сопутствовал успех. Однако с 1943 года союзники начали увеличивать численность своей авиации и число потерь FW-190 стало неуклонно возрастать. В том же году американцы развернули широкомасштабную кампанию дневных бомбардировок. В ответ на это были созданы специальные отряды «охотников за бомбардировщиками» с более тяжёлым вооружением. Из-за увеличения веса лётные характеристики самолёта ухудшились, особенно на больших высотах, что делало его более уязвимым для эскортных истребителей союзников.
Кроме истребителей, в составе 2-й и 26-й истребительных эскадр были созданы специальные группы истребителей-бомбардировщиков, которые совершали беспокоящие бомбардировочные рейды на территорию Великобритании.

### Восточный фронт
Первые FW-190 появились на восточном фронте 6 сентября 1942 года в составе I группы JG 51, её перебросили под Ленинград (возле Любани). В декабре этого же года этими же самолётами была перевооружена и III группа и 6-я эскадрилья JG 51.
Перед началом весны 1943 года FW-190 получила эскадра JG 54 «Зелёное сердце» («Grünherz»).
До конца 1943 года JG 51 и JG 54 постоянно перебрасывались с одного участка фронта на другой (там где была угроза наступления Красной армии). Так что они появлялись в небе от Ленинграда и до Орла.
Широко использовались FW-190 во время битвы на Курской дуге, перед началом которой Министерство пропаганды Германии провело широкую кампанию по восхвалению нового истребителя и его высоких боевых качеств. Именно на широкое применение FW-190 делалась ставка в ходе проведения летнего наступления этого года.
В течение 1944 года только две авиагруппы, действующие на восточном фронте, из состава JG 54 были оснащены FW-190. В это же время началось перевооружение штурмовых авиагрупп, действовавших на Восточном фронте, с устаревшего Ju-87 на FW-190F.
В целом, опыт применения FW-190 на Восточном фронте показал, что особых преимуществ немецким пилотам его появление не дало — он уступал основным советским истребителям того периода в манёвренности (кроме угловой скорости крена). Однако, большая скорость на пикировании позволяла немецким пилотам относительно легко выходить из боя. А мощное вооружение обеспечивало высокую вероятность поражения противника с первого захода.

### Северная Африка
На североафриканском ТВД, с лета 1942 года, в эскадрах люфтваффе применялись FW-190А-4 с двигателями BMW 801 D2 с системой MW 50 (впрыск водно-метаноловой смеси, для кратковременного увеличения мощности).
Кроме того, на самолётах, предназначенных для поддержки Африканского корпуса Роммеля, монтировались дополнительные фильтры, предотвращающие попадание песка внутрь двигателя (модификация FW-190A-4/Trop).
Авиагруппа III/SKG 10 была создана на основе III/ZG 2, воевавшей в Северной Африке, куда она прибыла 14 ноября 1942 г. А уже 16 ноября 12 Fw 190 этой авиагруппы вылетели с аэродрома в Бизерте, неся 250-кг бомбы. Бомбы SC 250 были успешно сброшены на цель, группа потерь не понесла.
В течение последующих недель III группа ежедневно вылетала на задания. Немецкие истребители-бомбардировщики действовали активно и эффективно. Но 2 декабря 1942 г. III/ZG 2 понесла ощутимую потерю. В аварии на взлёте погиб командир группы капитан Вильгельм Гахфельд. Впрочем, дальше удача снова была на стороне немцев, которые действовали гораздо успешнее своих противников — англичан и американцев. Под Новый год, 31 декабря, семь самолётов III/ZG 2, уже сменившей обозначение на III/SKG 10, совершили рейд на базу Сук-эль-Арба и уничтожили на земле 10 истребителей противника.

### ПВО Германии
Опыт применения реактивных истребителей Messerschmitt Me.262 показал то, что они слишком уязвимы при взлёте и посадке. Поэтому для защиты реактивных истребителей из команды Новотны при взлёте и посадке Вальтер Новотны начал использовать FW 190D из Jagdgeschwader 54. В конце 1944 года Адольф Галланд, организуя своё элитное соединение реактивных истребителей, включил в него специальное звено FW 190D для прикрытия взлётных полос. Это звено базировалось и перебрасывалось вместе с реактивными самолётами. Чтобы не попасть под огонь собственной ПВО, самолёты этого звена получили специальную раскраску — низ самолёта был покрашен в ярко-красный цвет с продольными белыми полосками.

## Модификации

### FW-190 A
Первоначальный вариант Фокке-Вульфа FW-190 выпускался в девяти модификациях (сериях).

#### FW-190 A-0
В ноябре 1940 года на заводе в Бремене были собраны первые предсерийные машины. В апреле 1941 г выпуск прекращён.
Всего выпущено 70 машин, служивших, в основном, экспериментальными и летающими лабораториями.

#### FW-190 A-1
4 первых машины FW-190 A-1 покинули сборочные цеха завода в Мариенбурге в июне 1941 года. Они были направлены в 190-ю испытательную эскадрилью для прохождения полевых испытаний. К концу сентября Люфтваффе получило 82 машины. После включения эскадрильи в состав 26-й истребительной эскадры остальные машины также поступали на вооружение этой эскадры. FW-190A-1 был оснащён двигателем BMW 801C-1, мощностью 1560 л. с. (1160 кВт). Вооружение состояло из 2 пулемётов MG 17 над двигателем, 2 MG 17 у основания крыльев и 2 пушек MG FF/M в крыльях. Пулемёты MG 17 оказались практически бесполезными в воздушном бою. Двигатели самолётов страдали от перегрева, отчего их ресурс иногда не превышал 30-40 часов. С июня по 29 октября 1941 года заводами в Мариенбурге и Бремене было произведено 102 машины.

#### FW-190 A-2
Производство FW-190A-2 началось в августе 1941 года.
К выпуску были подключены заводы «АГО» в городе «Ошерслебен и Арадо» в городе Варнемюнде.
Проблема перегрева двигателя была практически полностью решена на новом BMW 801 C-2 мощностью 1600 л. с. (1190 кВт), который и устанавливался на A-2. Была изменена конфигурация системы охлаждения двигателя. Вместо пулемётов у основания крыла установили 20-мм пушки MG 151/20E, а также новый прицел Revi C12/D вместо C12/C. Другим важным нововведением стал электромеханический привод шасси. Из-за незначительности различий модели A-2 и A-3 имели единую серию заводских номеров. Всего было произведено 910 самолётов модификаций A-2 и A-3.

#### FW-190 A-3

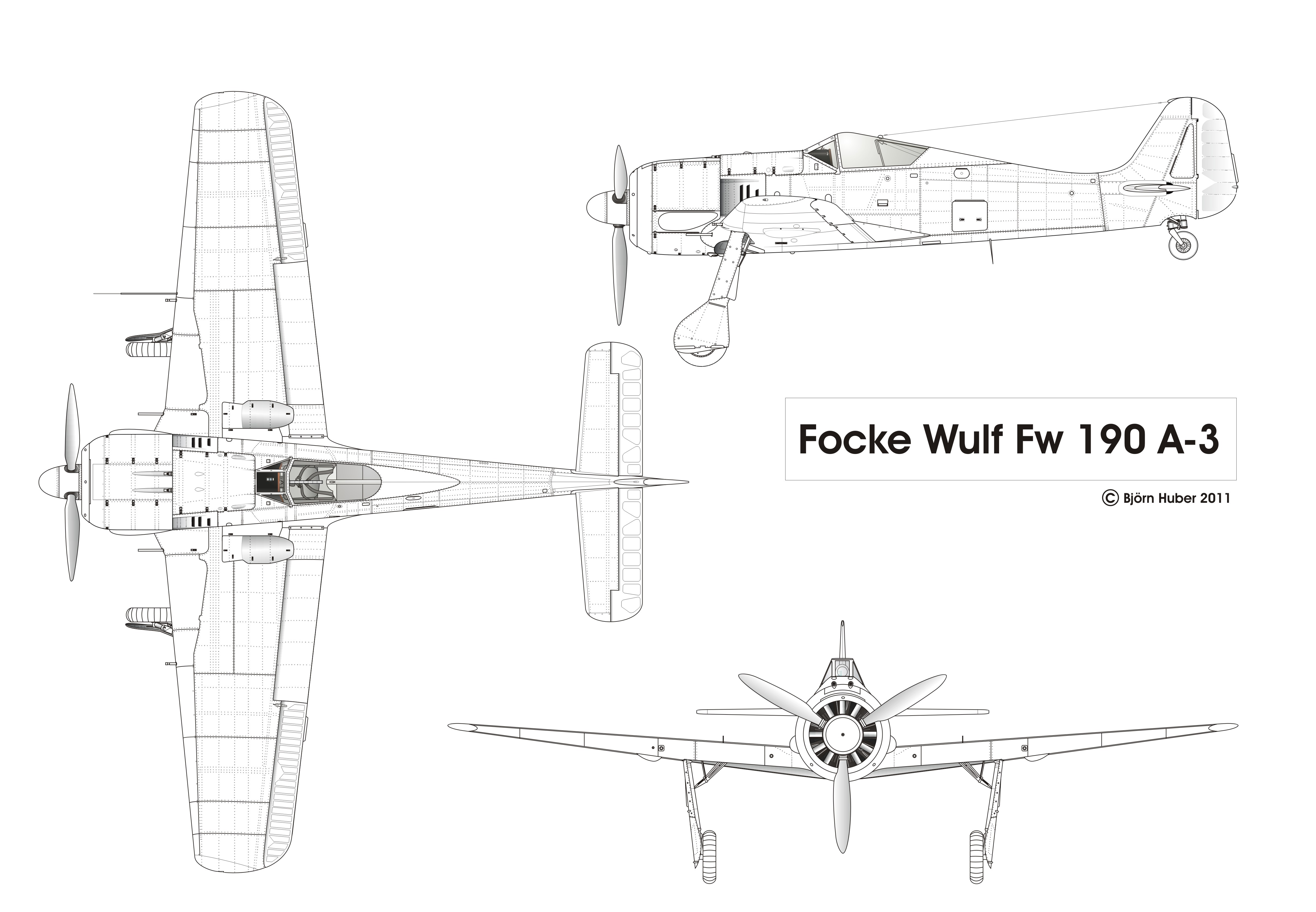
Схема истребителя Focke-Wulf Fw 190 A-3

Производство FW-190A-3 началось весной 1942 года. От A-2 он отличался только более мощным двигателем BMW 801D-2 мощностью 1700 л. с. (1270 кВт) с увеличенной степенью сжатия и более мощным нагнетателем. Для нового двигателя требовалось высокооктановое топливо — C3 (октановое число 96) вместо B4 (о. ч. 87). Вооружение осталось тем же, что и на FW-190A-2. В передней части козырька кабины устанавливалось бронестекло толщиной 50 мм под углом 25 градусов относительно продольной оси машины. На A-3 впервые появились заводские модификационные комплекты (Umrüst-Bausätze). Они предназначались для расширения возможностей самолёта и адаптации его для решения новых задач. Для FW-190A-3 существовало всего несколько комплектов:
- FW-190 A-3/U1 — опытный образец с удлинённой на 15 см моторамой для смещения центра тяжести. Прообраз Fw 190 A-5.
- FW-190 A-3/U2 — опытный образец, вооружённый пусковыми установками для ракет RZ 65 калибра 73 мм (по три внутри каждого крыла).
- FW-190 A-3/U3 — истребитель-бомбардировщик, оснащённый бомбодержателем ETC 501.
- FW-190 A-3/U4 — разведывательный самолёт, оборудованный двумя фотокамерами Rb 12,5/7x9 в фюзеляже и фотопулемётом ЕК-16 или короткофокусным аппаратом Robot II в передней кромке левого крыла.
- FW-190 A-3/U7 — высотный истребитель, вооружённый только двумя пушками MG 151/20E, облегчённой конструкции.

Также существовал экспортный вариант машины — FW-190A-3a (auslaendisch — заграничный), с вооружением, как на FW-190A-1. 72 таких самолёта было поставлено Турции в октябре 1942 — марте 1943 года.

#### FW-190 A-4

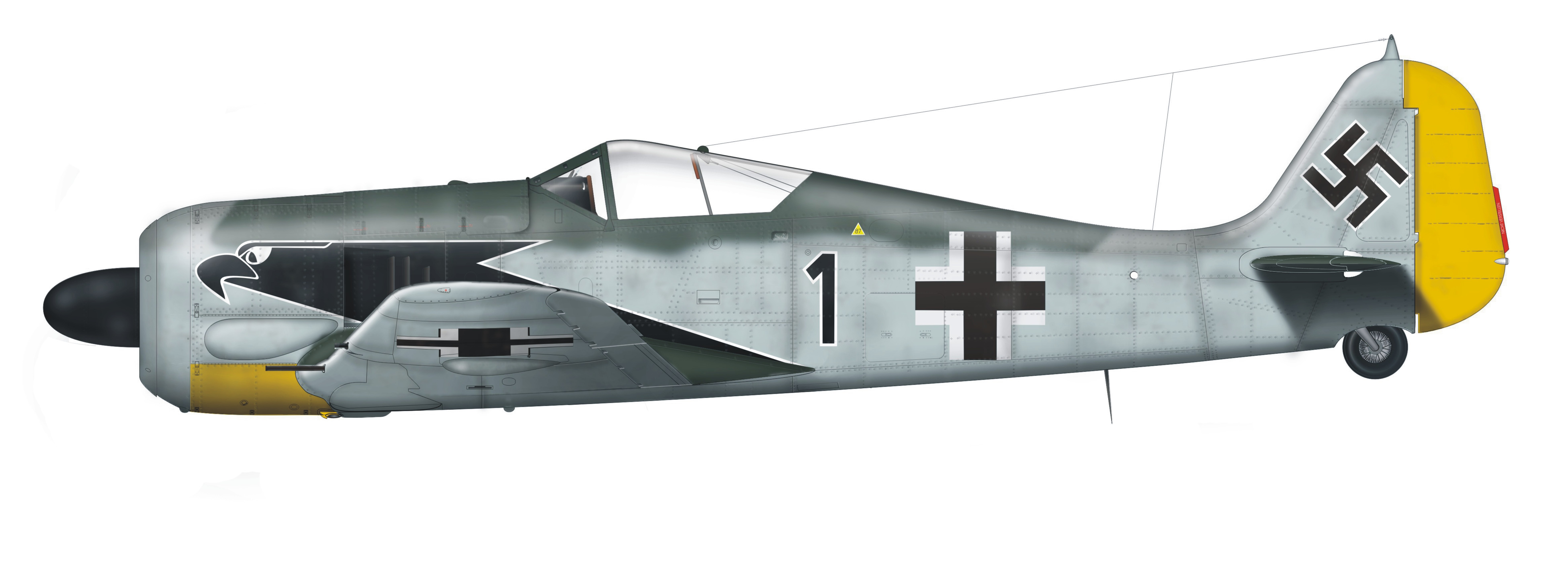
Истребитель Focke-Wulf Fw 190 A-4

В июне 1942 года появилась четвёртая модификация FW-190, предназначенная для использования в варианте истребителя-бомбардировщика (А-4/U8). От предыдущей она отличалась усиленной бронезащитой общей массой 138 кг или 3,5 % от нормальной взлётной массы, а также применением двигателя BMW 801D-2, приспособленного для использования системы форсажа MW 50. Эта система позволяла увеличить мощность двигателя до 2100 л. с. на время до 10 минут за счёт впрыскивания в цилиндры смеси воды с метанолом в пропорции 1:1, смесь находилась в отдельном 118-литровом баке (однако, поставку устройств MW 50 своевременно наладить не удалось, поэтому самолёты А-4 фактически этого устройства не имели. На практике система MW 50 появилась только на FW-190A-8, хотя возможность доукомплектовать самолёты более ранних версий оставалась). Для защиты маслорадиатора, расположенного перед мотором, капот двигателя спереди имеет два бронекольца. Кабина пилота, помимо бронеспинки, защищена сзади дополнительной бронеперегородкой.
Было модернизировано радиооборудование самолёта. Радиостанцию FuG 7a заменила более совершенная FuG 16Z. Вентиляционные отверстия в носу были закрыты подвижными жалюзи. Также значительно возросло число модификационных комплектов. Два из них положили начало новым версиям FW-190: фронтовому истребителю-бомбардировщику Fw 190F и дальнему истребителю-бомбардировщику FW-190G. В связи с ростом числа заказов, лицензионный выпуск самолётов был налажен на заводе «Физелер» в Касселе. Всего с июня 1942 по март 1943 года было произведено 976 таких машин.

#### FW-190 A-5

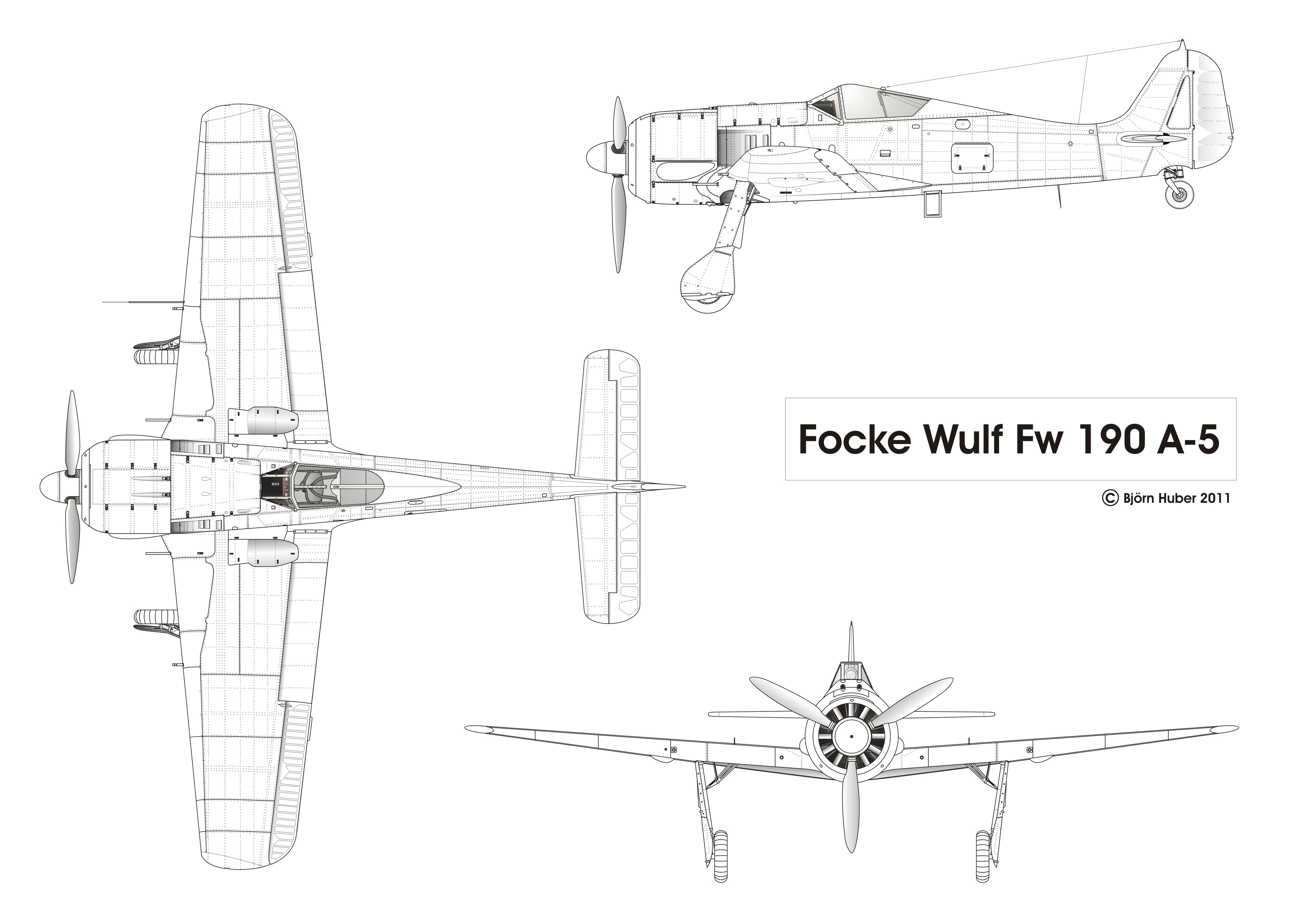
Схема истребителя Focke-Wulf Fw 190 A-5

Серия А-5 истребитель-штурмовик. Для защиты лётчика при атаках наземных целей помимо переднего бронестекла толщиной 50 мм, бронеспинки толщиной 8 мм и сдвижного бронезаголовника 13,5 мм, была установлена броня по внешним обводам фюзеляжа: снизу, под мотором — 6 мм, под фюзеляжем до заднего обреза кабины — 5 мм, имелась бортовая броня кабины пилота. Все 18 плит крепились непосредственно на фюзеляж, составляя его обтекаемую поверхность. Общая масса брони составляла 310 кг или 7,6 процентов от нормальной взлётной массы самолёта. В 1942 г. в результате испытаний FW-190A-3 выяснилось, что установка дополнительного оборудования может заметно сместить центр тяжести самолёта. Чтобы компенсировать смещение, было решено удлинить мотораму, в результате чего общая длина самолёта увеличилась до 9100 мм. Первые машины, получившие обозначение FW-190A-5, вступили в строй в ноябре 1942 года. Предназначались для оказания непосредственной поддержки на поле боя.
Прочие изменения были незначительными: было установлено усовершенствованное кислородное оборудование кабины, новый искусственный горизонт. Все машины стали штатно комплектоваться устройством опознания «свой-чужой» FuG 25a. Вооружение осталось без изменений.

#### FW-190 A-6
Серии А-6 и А-7 характеризовались повышенной огневой мощью. На самолётах серии А-6 вместо пушек MG FF были установлены пушки с лучшей баллистикой MG 151/20E. Конструкцию крыла изменили так, что оно стало подготовленным для установки пушек калибра 20 и 30 мм с боекомплектом. Стандартным вооружением самолётов FW-190A-6 стали два пулемёта MG 17 и четыре пушки MG 151/20E. Некоторые машины несли бомбодержатель ETC 501, который обычно использовался для подвески 300-литрового бака. Кроме того, самолёты А-6 стандартно оснащались радиостанцией FuG 16ZE с дополнительной кольцевой антенной радиопеленгатора. Всего с июля по ноябрь 1943 года было выпущено 569 машин.
Модификации:
- FW-190 A-6/R1 — штурмовик с вооружением, усиленным до шести пушек MG 151/20Е и двух пулемётов MG 17. Дополнительные пушки подвешивались под крылом в гондоле WB 151/20. Несмотря на первоначальные планы, было выпущено немного FW-190A-6/R1, которые служили в некоторых частях, например в JG 11.
- FW-190 A-6/R2 — истребитель-перехватчик, вооружение: два MG 17, две пушки MG 151/20E и две МК 108. Использовался в сочетании с другими комплектами (см. ниже).
- FW-190 A-6/R7 — истребитель со стандартным вооружением и усиленным бронированием, предназначенный для ПВО Рейха, часто оснащался 300-литровым баком на ETC 501.
- FW-190 A-6/R8 — тяжёлый бронированный истребитель-перехватчик, использовалась комбинация комплектов (вооружения, дополнительной брони или топлива) Rüstsätze R2 и R7. Часто из-под капота убирали пулемёты. Наиболее эффективный самолёт для борьбы с американскими бомбардировщиками.
- FW-190 A-6/R11 — всепогодный и ночной истребитель, оснащённый пламегасителями на выхлопных патрубках, посадочным прожектором, автопилотом PKS 12 и обогревателем лобового стекла. Некоторые машины оснащались радаром FuG 217 «Neptun J-2». Дополнительный 300-литровый бак подвешивался на держателе ETC 501.
- FW-190 A-6/R12 — тяжёлый всепогодный и ночной истребитель, комбинация комплектов R2 и R11.

#### FW-190 A-7
С ноября 1943 года начался выпуск самолётов FW-190A-7, представлявший собой модификацию самолёта А-5, у которого под капотом вместо двух MG 17 стояли два 13-мм пулемёта MG 131. В связи с этим на верхней части капота появились характерные выпуклости, объясняемые большим размером крупнокалиберных пулемётов. Прицел Revi C/13D заменили новым прицелом Revi 16B. У колёс шасси установили усиленные ободы, которые до того использовались только на самолётах серии F.
В январе 1944 года, выпустив всего 80 экземпляров FW-190A-7, их производство свернули в пользу новой серии — А-8.

#### FW-190 A-8

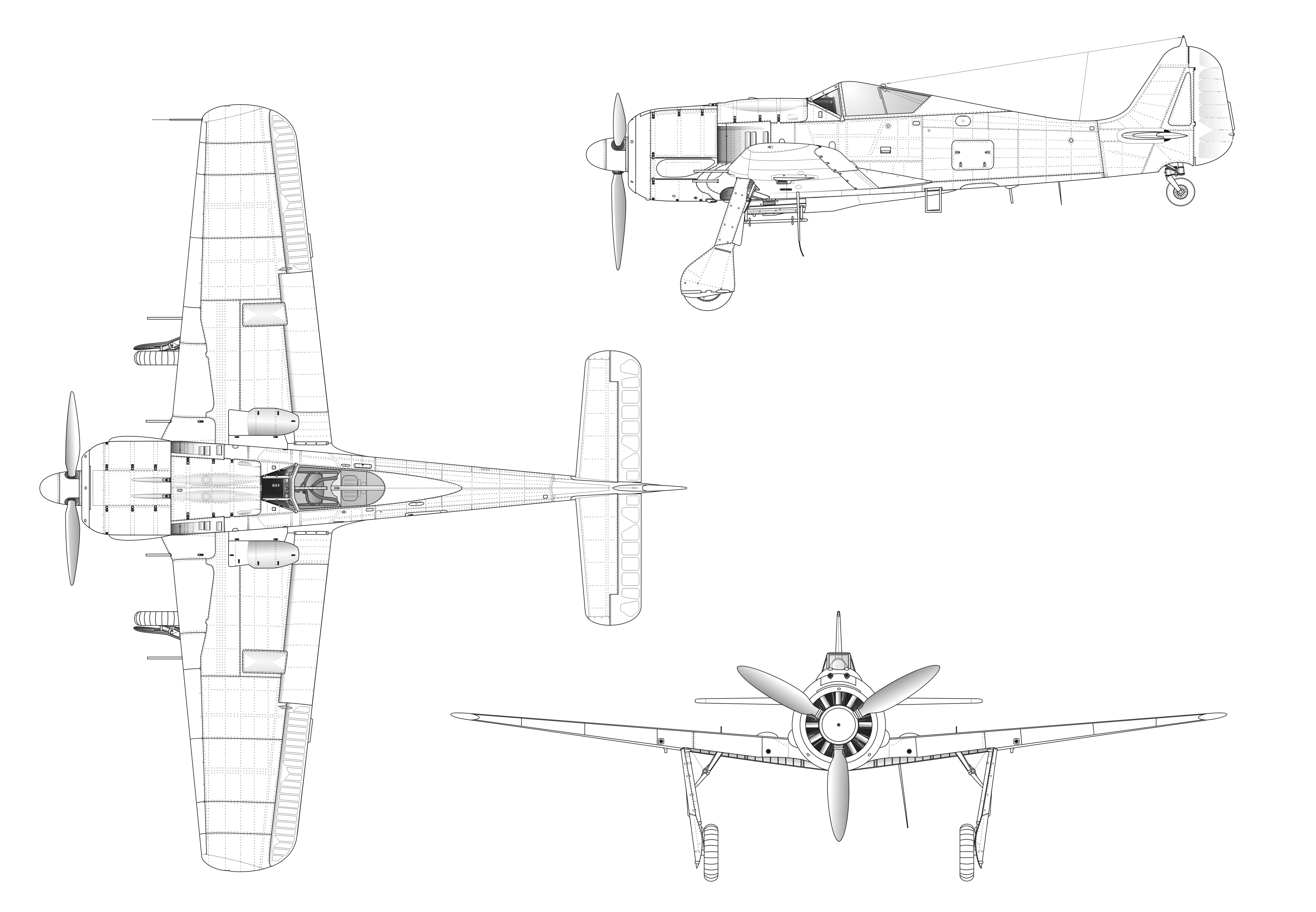
Схема истребителя Focke-Wulf Fw 190 A-8

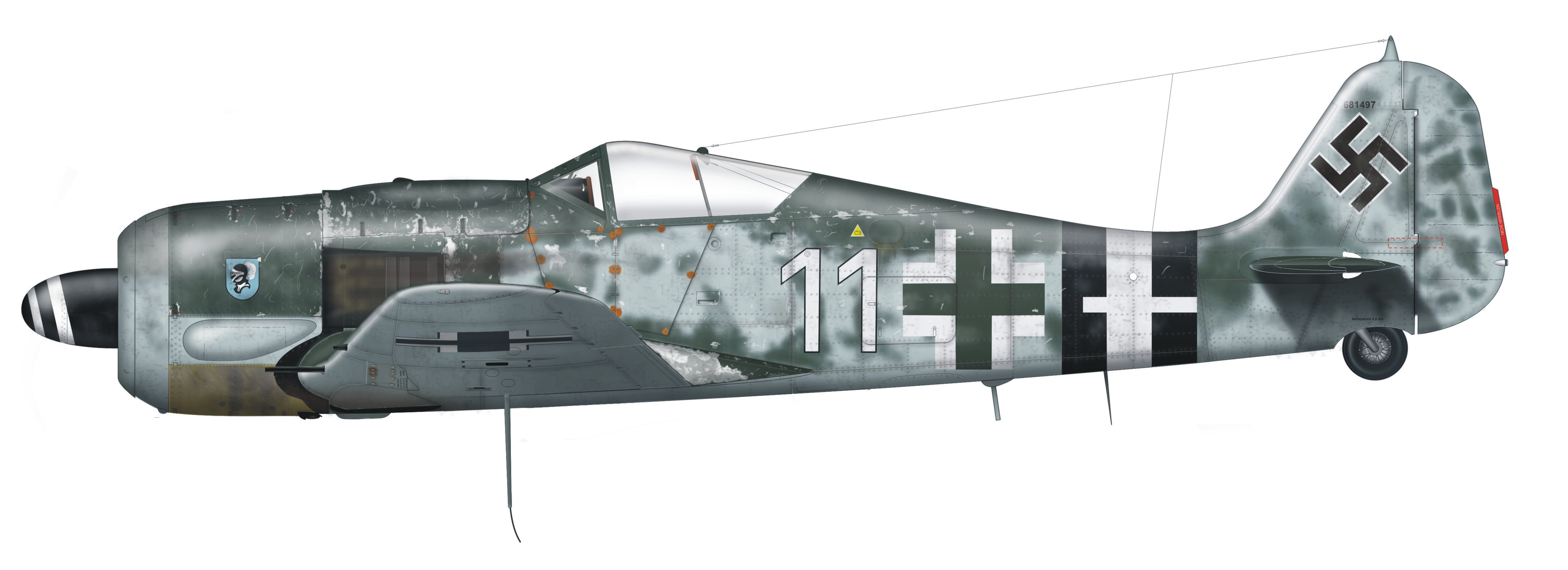
Focke-Wulf Fw 190 A-8

Новая модификация предназначалась для борьбы с бомбардировщиками союзников и отличалась от предыдущей комплектацией. На серии А-8/R6 значительно усилены бронирование и вооружение: помимо бронесидения, 5-мм бронёй закрыты боковые наружные стороны фюзеляжа самолёта на участках от козырька кабины до верхней корневой части крыла. Козырёк в передней части кабины с бронестеклом толщиной 50 мм.
Планер самолёта был приспособлен для установки системы форсажа MW 50. Бак для неё, объёмом 118 л, смонтировали в хвостовой части фюзеляжа. При необходимости в него можно было залить тот же объём бензина. Бак сместил центр тяжести самолёта к хвосту. Чтобы скомпенсировать этот недостаток, бомбодержатель ETC 501 сместили на 20 см вперёд. Сам же бомбодержатель, начиная с серии А-8, стал стандартной деталью, устанавливаемой на все самолёты. На самолёты установили радиостанцию FuG 16ZY, поэтому кроме кольцеобразной антенны радиопеленгатора под левым крылом появилась антенна типа «Моран». Характерная деталь самолёта, позволяющая отличить А-8 от А-7, — трубка Пито, которую перенесли со средней части передней кромки правого крыла на его оконцовку.
В 1944 году приоритеты люфтваффе резко сдвинулись в пользу выпуска истребителей (Jaegernotprogramm). Эта программа требовала хорошо налаженного взаимодействия субподрядчиков. В результате массовый выпуск истребителей FW-190 шёл почти на всех предприятиях фирмы «Фокке-Вульф», в том числе филиалами в Котбусе, Зорау и Позене (Познани). Лицензионный выпуск истребителей дополнительно развернули на фирме «НДВ» (Норддойче-Дорнье-Верке) в Висмаре. Меньшие предприятия занимались ремонтом и модификацией самолётов, уже служивших в боевых частях. Специальные координационные комиссии следили за слаженностью производства и сумели добиться хороших результатов. Несмотря на постоянные бомбардировки, выпуск самолётов нарастал. Всего удалось собрать 1334 самолёта А-8.

#### FW-190 A-9
Следующей и последней серией «А» стал истребитель FW-190A-9. Первоначально на самолёт предполагалось установить двигатель BMW 801F мощностью 2400 л. с./1765 кВт. Но фирма «БМВ» не смогла освоить выпуск этого двигателя, поэтому вместо него был предложен двигатель BMW 801S мощностью 2000 л. с./1470 кВт. Двигатель оснащался высокопроизводительным 14-лопастным вентилятором. Эти двигатели поставлялись в виде комплектов BMW 801TS, так как для них требовались более объёмистые маслобак и маслорадиатор, расположенный вокруг двигателя в виде кольца. Масло-радиатор имел бронекожух, толщину которого увеличили с 6 до 10 мм. Стандартно двигатель агрегатировался с трёхлопастным винтом, имевшим автомат установки шага лопастей. Лопасти винта изготавливались из дерева и имели большую поверхность. Но некоторые машины (в отличие от F-9) оснащались металлическими винтами VDM 9-12176А, стоявшими на самолётах А-8.
Планер А-9 отличался от А-8 только увеличенным фонарём кабины, адаптированным с FW-190F-8. Некоторые самолёты получили увеличенное хвостовое оперение от Та 152. Вооружение и комплекты Ruestsatz были теми же, что и на А-8, но во многих случаях снимали пару пушек MG 151/20E с консолей крыльев.
Выпуск самолёта FW-190A-9 начался поздней осенью 1944 года и продолжался параллельно с А-8. Месячный выпуск ограничивался только числом доступных двигателей BMW 801TS.
Появился также проект самолёта FW-190А-10 с двигателем BMW 801F, но конец войны помешал начать его выпуск.

### FW-190 D «Дора»
Развитие третьей линии высотных истребителей FW-190D (прозвище «Дора» или «длинноносая Дора» — «Langnasen-Dora») фирмы «Фокке-Вульф» с самого начала пошло гораздо успешнее предыдущих двух попыток FW-190B и FW-190C. Самолёт FW-190D изначально проектировался под двигатель Jumo 213, который представлял собой дальнейшее развитие двигателя Jumo 211, но имел меньшие размеры, развивал более высокие обороты и обладал большей мощностью. Налёты союзнической авиации задержали разработку и развёртывание серийного производства этого мотора. В необходимых количествах он стал выпускаться лишь к середине 1944 г., при этом ежемесячный выпуск составлял около 500 штук.
Первоначально двигатель был задуман, как «бомбардировочный», но его конструктор доктор Август Лихте (нем. Lichte) предусмотрел на двух вариантах «С» и «Е» возможность установки пушки в развале блока цилиндров. Кроме того, Jumo 213 оснащался автоматом регулировки работы двигателя одним рычагом (Motor Bediennungsgeraet mit Einhebelbediennung — MBG).
В соответствии со «срочной» программой создания высотного истребителя на базе существующих машин Курт Танк принял решение установить новый мотор на FW-190.
Танком и его конструкторами под новейшие немецкие самолёты были разработаны несколько проектов, известные как Ra-1, 2,3…8 (Rechnerische Ankundigung — аналитический проект). Три из них, созданные под Jumo 213, вскоре воплотились в FW-190D:
- FW-190Ra-1 со стандартным крылом FW-190A и гидравлической системой уборки-выпуска шасси;
- FW-190Ra-4 с новым крылом площадью 20,3 м². и гидравлической системой уборки-выпуска шасси;
- FW-190Ra-8 со стандартным крылом FW-190A, электрической системой уборки-выпуска шасси и удлинённой хвостовой секцией фюзеляжа.

Первым прототипом серии «D» стал FW-190 V17 (W.Nr. 0039, CF+OX), переделанный зимой 1941/42 г. из FW-190A-0. Отличительной чертой нового истребителя стало отсутствие внешнего маслорадиатора, который устанавливался внутри в развале цилиндров двигателя и охлаждался жидкостью из системы охлаждения самого мотора. На прототипе отсутствовали вооружение, кок винта и маслорадиатор под двигателем. После первых пробных полётов, совершённых в марте 1944 г. конструкторам пришлось своеобразно доработать фюзеляж самолёта, для изменения его центровки. Хвостовую часть удлинили на 50 см за счёт вставки дополнительной секции, при этом стойку хвостового колеса усилили.
Дополнительная секция перед хвостовым оперением, с точки зрения аэродинамики, была «дикостью», но позволяла сохранить отлаженную технологию изготовления планера. Иначе пришлось бы полностью менять всю конструкцию, а значит, и оснастку сборочных цехов, что повлияло бы на темпы выпуска машин.
После завершения первого этапа заводских испытаний 18 декабря 1943 г. на самолёте двигатель Jumo 213A заменили двигателем Jumo 213E с винтом VS 9, а кроме того, установили новое крыло площадью 20,3 м². В результате прототип получил дополнительное обозначение FW-190V17/U1. 6 июня 1944 г. FW-190V17/U1 передали для дальнейших испытаний в Рехлин. С новым крылом V17/U1 стал эталоном для версии FW-190D-0, которая, однако, не была построена.
Ещё пять опытных машин стали прототипами версии FW-190D-1 с обычной негерметичной кабиной.
FW-190V19 (W.Nr. 0041, GH+KP) — первоначально прототип FW-190C — после монтажа нового двигателя Jumo 213A выполнял полёты по его проверке. 16 февраля 1944 г. самолёт получил сильные повреждения в результате аварии. В ходе ремонта на самолёт установили новый двигатель Jumo 213 с винтом VS 9 и крыло с прямой передней кромкой, смещённой вперёд на 115 мм. Крыло сдвинули вперёд для компенсации смещения центра тяжести.
FW-190V20 (W.Nr. 0042, GH+KQ) — после монтажа нагнетателя 9-8213Е-1 на Jumo 213A с винтом VS 9 и удлинения на 50 см фюзеляжа в ноябре 1943 г. машину передали в Рехлин. Самолёт получил радиооборудование (FuG 16Z и FuG 25a) и вооружение, состоявшее из двух пулемётов MG 131 над двигателем и двух пушек MG 151/20 в корне крыла. 5 августа 1944 года этот прототип потерпел катастрофу.
Кроме того, построили ещё три прототипа V21, V25 и V28.
RLM намеревалось запустить FW-190D-1 в крупносерийное производство с ежемесячным выпуском до 950 машин. Новая модификация должна была заменить все варианты FW-190A. Но несмотря на первоначальные планы FW-190D-1 не был доведён до серийного выпуска.
Для следующей версии FW-190D-2 построили два прототипа FW-190 V26 и Fw 190 V27. Оба самолёта оснащались гермокабиной, двигателями DB 603 и вооружением, состоящим из двух пулемётов MG 131 над двигателем и двух пушек MG 151/20 в корне крыла. Радиооборудование состояло из FuG-16Z и FuG-25а. Но, как и в предыдущем случае, серийного производства FW-190D-2 не последовало.

#### FW-190 D-9

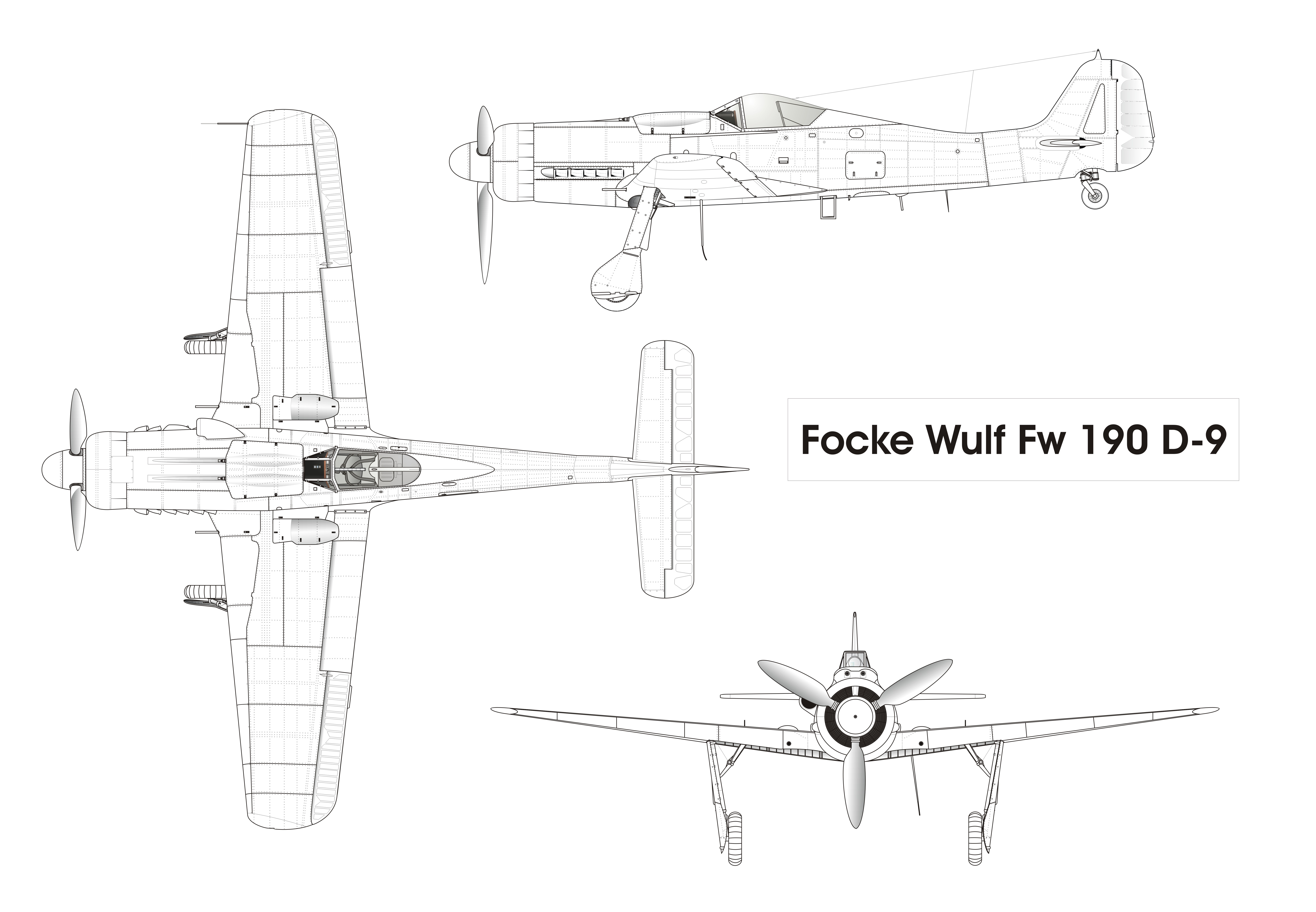
Схема истребителя Focke-Wulf Fw 190 D-9

В конце 1943 года в связи с введением новой системы стандартизации, которая затрагивала всё производство FW-190, было принято решение остановить доводку запланированных версий D-1 и D-2. Вместо них, в качестве варианта дальнейшего развития самолёта и первой серийной версии высотного истребителя был предложен FW-190D-9. Своё обозначение «9» он получил из-за того, что основой фюзеляжа этой машины стал фюзеляж FW-190A-9. Варианты D-3 — D-8 никогда не проектировались и не строились.
Заказ на постройку макета FW-190D-9 фирма «Фокке-Вульф» получила 3 октября 1942 г. Официальный осмотр макета представителями RLM прошёл в начале июля 1943 г.
До начала серийного выпуска FW-190D-9 были подготовлены пять прототипов. Три опытных образца — V22 (W.Nr. 0044), V23 (W.Nr. 0045) и V46 — на основе FW-190A-0, а ещё два — V53 (W.Nr. 170003, DU+JC) и 190V54 (W.Nr. 174024, DU+UX) — на основе FW-190A-8.
Первые три прототипа имели крыло площадью 18,3 м² и вооружение из двух MG 17 над двигателем и двух MG 151/20 в корне крыла. Но V22 отличался тем, что был оснащён двигателем Jumo 213C-1, на котором имелась возможность установки пушки MG 151/20 в развале цилиндров.
На двух других прототипах (после ряда экспериментов с V53) установили вооружение, ставшее типовым для FW-190D-9. Оно состояло из двух пулемётов MG 131 над двигателем с боезапасом по 475 патронов и двух пушек MG 151/20 в корне крыла с боекомплектом по 250 выстрелов.
Решение о начале серийного выпуска истребителей FW-190D-9 появилось ещё до завершения испытательных полётов. Такая поспешность вполне оправдала себя, так как с самого начала испытания прототипов пошли успешно и каких-либо серьёзных недостатков у нового истребителя не было. Начало серийного производства FW-190D-9 запланировали на август 1944 г. Поначалу выпуск машин новой версии развернули на заводах «Фокке-Вульф» в г. Котбусе и «Арадо». 7 сентября 1944 года был облётан первый серийный FW-190D-9 (W.Nr. 210001, TR+SA). В том же сентябре к выпуску FW-190D-9 по лицензии приступили на заводе «Физелер» в Касселе. Серийные самолёты несколько отличались от прототипов. У них была увеличена площадь вертикального оперения и усилена конструкция фюзеляжа. Без изменений осталось лишь крыло самолёта.
Первые серийные истребители FW-190D-9 имели плоский сверху фонарь кабины. Позже его стали заменять более выпуклым. К фюзеляжным топливным бакам, объёмом 232 и 292 л, был добавлен 115-литровый бак по типу FW-190F-8. Его можно было применять в качестве бака системы MW 50 или как дополнительный топливный бак для увеличения тактического радиуса действия самолёта. На машинах поздних выпусков устанавливалась система форсажа MW 50, которая позволяла на высоте 5000 м кратковременно увеличивать мощность двигателя Jumo 213A до 2100 л. с.
Большинство машин серии D-9 ранних выпусков вооружали двумя 13-мм пулемётами MG 131, установленными в фюзеляже над двигателем, и двумя 20-мм пушками MG 151/20 в корне крыла. Но в зависимости от предполагаемых задач самолёт мог оснащаться иным набором вооружения:
- как истребитель — 2 х MG 131 и 2 x MG 151/20 или 2 x MG 131, 2 x MG 151/20 и подвесной 300-литровый бак;
- как истребитель-бомбардировщик — 2 х MG 131, 2 x MG 151/20 и ETC 504 или 2 x MG 131, 2 x MG 151/20, ETC 504 с адаптером для бомб L-2.

Кроме того, предполагалось добавить к основному вооружению D-9 две MG 151/20 или две MK 108 во внешних секциях крыла. При установке дополнительного крыльевого вооружения два фюзеляжных MG 131 приходилось снимать.
Впечатление, которое произвёл D-9 на немецких лётчиков, поначалу было неважным. Мотор Jumo 213, при заявленной мощности в 1850 л. с. реально выдавал лишь около 1750 л. с. В то же время лётчики отмечали, что «длинноносый» FW-190D стал менее манёвренным. Курту Танку осенью 1944 г. пришлось лично посетить III./JG54 в Олденбурге в надежде убедить лётчиков в преимуществах «Доры-9». Все его аргументы сводились к следующему: «FW-190D-9 — всего лишь временная мера, пока мы не получим Ta 152. Основные заводы — изготовители BMW 801 подверглись массированным бомбардировкам (Доказательства?). Других подходящих моторов воздушного охлаждения нет. Однако имеется значительное количество двигателей Jumo 213, поскольку программы выпуска бомбардировщиков приостановлены. Мы должны использовать эти моторы, и скоро вы убедитесь в том, что новый самолёт вовсе не так уж плох».
Действительно, привыкнув к новой машине, лётчики сумели увидеть в ней множество несомненных достоинств перед FW-190A и Bf.109, например: очень высокую скорость пикирования и неплохую скороподъёмность. Максимальная скорость полёта «Доры-9» на высоте 6500 м составляла 685 км/ч, а на чрезвычайном форсированном режиме двигателя с применением системы MW 50 могла увеличиваться ещё примерно на 15 — 20 км/ч. Таким образом, немецкие лётчики теперь могли уже летать на скоростях, сравнимых со скоростью полёта американского «Мустанга». Правда, с увеличением высоты полёта до 8000 — 9000 м скорость «Доры» падала до 630 км/ч. Поэтому в целом, условия воздушной войны на Западном фронте, для средневысотного FW-190D-9 оказались не совсем благоприятными.
В начале марта 1945 г. техническая полевая служба компании «Фокке-Вульф» составила обширный доклад относительно неисправностей, с которыми сталкиваются в боевых частях при эксплуатации FW-190D-9, и которые необходимо было устранить в кратчайшие сроки. В частности, в нём сообщалось о нередких прогарах выхлопных труб и о частых отказах самого Jumo 213A-1.
В ходе развернувшегося серийного производства D-9 немецкие конструкторы интенсивно работали над улучшением существующего варианта и над его дальнейшим развитием. Так, например, летом 1944 г. FW-190V68 использовался для испытаний пушки MK 213 (предшественницы современных револьверных пушек), установленной в развале цилиндров двигателя. Полёты выполняли лётчики-испытатели Зандер и Маршель (Marschel).
Как и у других серий, для FW-190D-9 были разработаны различные R-наборы дополнительного оборудования, из которых широко использовались лишь R5 и R11:
- R1 — вооружение из двух MG 131 и четырёх MG 151/20, установленных как на FW-190A-8;
- R2 — как R1, но вместо внешних крыльевых MG 151/20 устанавливались 30-мм пушки MK 108;
- R5 — версия истребителя-бомбардировщика с четырьмя дополнительными топливными баками общим объёмом 244 л в крыле и подкрыльевыми держателями ETC 50 или 71;
- R6 — две ракеты WGr. 21 под крылом, для действий против крупных соединений бомбардировщиков;
- R11 — всепогодный истребитель, подобно A-8/R11. Оснащался автопилотом PKS 12, радиооборудованием FuG 16Z, FuG 25a и FuG 125 «Hermine» (радионавигационное оборудование, позволявшее выполнять «слепую» посадку), а также противообледенительным устройством LGWK 23;
- R14 — версия торпедоносца способного нести одну торпеду LT 1B либо LTF 56 или бомбу-торпеду BT 1400, каждая из которых могла быть подвешена к стандартному держателю ETC 504 с помощью адаптера Schloss 301. Разработка этой модификации была остановлена в пользу FW-190D-12/R14;
- R20 — добавлена система MW 50. Но в ходе производства самолёты FW-190D-9 получили эту систему в качестве штатной, поэтому обозначение не использовалось;
- R21 — комбинация R11 и R20;
- R25 — с двигателем Jumo 213EB, оборудование, как на R11 и R20. Дополнительный 130-литровый топливный банк в задней части фюзеляжа и два бака внутри крыла по типу R5 для системы MW 50. Версия планировалась к производству в июле — августе 1945 г.

#### FW-190 D-12
Разработка модификации FW-190D-12 шла параллельно с проектированием D-11. Также как и D-11, это был вариант многоцелевого всепогодного истребителя, вооружённого двумя пушками MG 151/20 в корне крыла и 30-мм пушкой MK 108 в развале цилиндров двигателя. Уже к началу 1945 г. RLM планировало развернуть серийное производство D-12 с двигателем Jumo 213F, нагнетателем 9-8213H и системой MW 50.
Для отработки конструкции на основе серийных FW-190A-8 были подготовлены три прототипа: V63 (W.Nr. 350165), V64 (W.Nr. 350166) и V65 (W.Nr. 350167). V63 был подготовлен в середине октября 1944 года. Во время испытаний он развивал максимальную скорость 760 км/ч на высоте 12 500 м при взлётной массе 4400 кг. Дальность его полёта составляла 750 км.
На основе FW-190D-12 планировалась версия торпедоносца D-12/R14, но эти работы были прекращены в пользу Ta 152/R14.
До конца войны успели построить (в марте — апреле 1945 года) очень небольшое количество FW-190D-12, но участия в боях они принять уже не успели.

#### FW-190 D-13
Последним серийным вариантом в семействе самолётов FW-190D с двигателем Junkers Jumo 213 стал FW-190D-13. Первые два прототипа были переоборудованы из серийных FW-190A-8 в октябре-ноябре 1944 г. Обе эти машины отличались от FW-190D-12 только составом вооружения. В развале цилиндров двигателя Jumo 213E вместо 30-мм пушки Rheinmetall-Borsig MK.108 была установлена 20-мм пушка Mauser MG.151/20 с боекомплектом 220 снарядов. Также имелись две 20-мм синхронные пушки Mauser MG.151/20, расположенные в корневой части крыла.
Позднее на эти самолёты были установлены двигатели Jumo 213F-1, оснащённые нагнетателем 9-8213Н и системой форсирования MW50. Поскольку самолёты серии D-13 планировалось использовать в качестве высотных истребителей, оба прототипа были оснащены герметичными кабинами.
Серийное производство FW-190D-13 было начато только в марте 1945 г. Самолёты выпускались в варианте всепогодного истребителя-перехватчика FW-190D-13/R11 и были оснащены автопилотом PKS 12, радиостанцией FuG 125 «Hermine» и обогреваемым лобовым стеклом фонаря кабины.
До конца войны было построено около 30 таких самолётов, из которых 20 были поставлены в истребительную эскадру JG.26.
В варианте FW-190D-13/R5 самолёт должен был оснащаться прицелом ТSА-2D, подфюзеляжным держателем ETC.504 и подкрыльевыми держателями ETC.71 для 50-кг бомб SC.50. Было запланировано, что FW-190D-13/R5 будут в дальнейшем вооружены двумя ракетами «воздух-воздух» Ruhrstahl X-4.
Отличительной особенностью FW-190D была рациональная компоновка агрегатов мотора и оборудования винтомоторной группы и удачная конструкция автоматического регулятора температуры охлаждающей жидкости. На самолёте была установлена хорошо отработанная система управления огнём. При одновременной стрельбе из всех огневых точек наводка на цель не сбивалась, а сила отдачи оружия лётчиком почти не ощущалась. Широкая электрификация оборудования упрощала работу пилота.

### Та 152
Высотные истребители серии Та 152 являются по сути глубокой модернизацией FW 190D- серии. Первые истребители Та.152, сошедшие с линии в Котбусе, были 20 предсерийными Та.152h-0. Они поступали в октябре-ноябре 1944 года прямо в испытательную команду «152», формируемую в Рехлине во главе с Бруно Штолле. Хотя команда предназначалась для освоения новой машины, обстоятельства потребовали её использования на фронте в качестве боевой части. За Та.152h-0 со сборочной линии в Котбусе с ноября 1944 года стали сходить Та.152h-1. Всего до конца года были выпущены 34 самолёта.
Та.152h-0 отличались от Н-1 только отсутствием крыльевых баков. На них стояли моторы Jumo-213Е-1, 30-мм пушка МК-108 с 90 снарядами и две 20-мм пушки MG 151/20 в корне крыльев со 175 снарядами на ствол. Пилота и двигатель защищали 150 кг брони. Радиооборудование состояло из FuG-16ZY и FuG-25а, а при установке некоторых «наборов вооружения» предусматривалось использование навигационно-посадочной системы FuG-125 «Хермине» (обычно вместе с автопилотом «Сименс»-К23). При этом использовался обогреваемый козырёк фонаря для полёта в плохих метеоусловиях. Четвёртый Та.152h-0 из Коттбуса получил такой «набор» и назывался Та.152h-0/R11. Большинство Та.152h-0 и Н-1 планировались под такое оборудование.
Ёмкость фюзеляжных баков составляла 590 л. Они могли дополняться 300-л подвесным баком на держателе ЕТС-503 под фюзеляжем. Всепогодный вариант Та.152h-0/R11 отличался заменой баллона GM-1 на бачок МW-50 для форсажа на малых высотах. Эти самолёты уже рассматривались «эскортными истребителями».
Пустой вес Та.152h-0 был 3850 кг, взлётный без дополнительного бака — 4730 кг, а у Та.152h-1 с крыльевыми баками — 5220 кг. Большинство серийных машин выпускалось в варианте Та.152h-1/R11 с 70-л баком МW-50 в крыле и баллоном GМ-1 за кабиной. Несмотря на значительное увеличение дальности полёта при использовании крыльевых баков, её сочли недостаточной. В апреле 1945 года истребители Та.152h-1 получили ещё один 280 л бак за кабиной. Для сохранения центровки баллон с GM-1 был перенесён на мотораму вместе с 10-кг противовесом. Такие машины назывались Та. 152h-1/R31.

### FW-190 °F
Самолёты модификации «F» подразделялись на F-1, F-2, F-3, F-8 и F-9. Их отличало более мощное вооружение и броневая защита, что позволяло использовать их в качестве штурмовиков. Модификации проводились при помощи переделочных комплектов. Самая первая штурмовая модификация FW-190F-1 была разработана на базе FW-190A-4 в конце 1942 года. Кроме дополнительного бронирования двигателя и кабины пилота, были смонтировали бомбодержатели. Крыльевые внешние 20-мм пушки на этой модификации уже не устанавливались. Последующие штурмовые модификации также создавались на базе находящихся в производстве модификаций истребителя. Была также предусмотрена подвеска для дополнительных топливных баков. Бомбовая нагрузка составляла 1000—1100 кг.
FW-190F-8/U1 — дальний истребитель-бомбардировщик (предназначенный заменить снятый с производства FW-190G-8), оснащённый под крыльями замками V.Mtt-Schloss для подвески дополнительных 300-литровых баков. У некоторых самолётов вместо замков имелись бомбодержатели ETC 503, что позволяло брать на внешнюю подвеску две 250-кг бомбы (в этом случае подвесной бак брался на держатель ETC 501 под фюзеляжем). Возможна была подвеска бомб на всех трёх бомбодержателях (500 + 2x250), что ограничивало дальность полёта, но зато превращало FW-190 в настоящий бомбардировщик, способный брать тонну бомб.
FW-190F-8/U2 — торпедоносец с двумя держателями ETC 503 под крыльями или держателем ETC 504 (первоначально ETC 501). Самолёт оснащался специальным прицелом TSA 2A (Tiefsturzanlage 2А), предназначенных для прицельного сброса авиационных бомботорпед ВТ (Bombentorpedo), которыми можно было атаковать с больших высот и под более острым углом пикирования, чем обычными авиаторпедами LT (Lufttorpedo). Самолёт мог нести две бомботорпеды ВТ400 или одну ВТ700. Пушечно-пулемётное вооружение самолёта состояло всего из двух пулемётов MG 131 под капотом. Несколько таких самолётов действовало в составе 11./KG 200.
FW-190F-8/U3 — торпедоносец, приспособленный для переноса тяжёлой торпеды ВТ1400. Торпеду подвешивали под фюзеляж на держатель ETC 502, разработанный в TWP GotenhafenHexengrund. Кроме того, самолёт получил удлинённую стойку хвостового колеса, чтобы торпеда не цеплялась за землю. Самолёт оснащался прицелом TSA 2, сопряжённым с радиоальтиметром FuG 101. Самолёты оснащались двигателями BMW 801TS мощностью 2000 л. с. (1470 кВт). Кроме того, самолёты имели горизонтальный стабилизатор от Та 152.
FW-190F-8/U4 — ночной бомбардировщик-торпедоносец, оснащённый двигателем BMW 801TS, оснащённым пламегасителем на выхлопных патрубках. Самолёты также оснащались автопилотом PKS 1, радиоальтиметром FuG 101, прицелом TSA 2A и другим оборудованием, облегчавшим навигацию ночью. Вооружение в виде бомб или торпед можно было подвешивать под крыльями на держатели ETC 503. Пулемётно-пушечное вооружение самолёта состояло всего из двух 20-мм пушек MG 151/20E в крыльях. Вероятно, был построен только один самолёт (W.Nr. 586596). Известно, что NSGr 20 располагала несколькими FW-190F-8 с пламегасителями и держателями под крыльями, но это были не F-8/U4, а доработанные G-8 или F-8/U1.
FW-190F-8/U5 — упрощённый F-8/U2 без некоторых деталей внутреннего оборудования.
Выпуск FW-190F-8 осуществлялся в основном по лицензии. Кроме вариантов Umruestbausatz выпускались и комплекты Ruestsatz.
FW-190F-8/R1 — истребитель-бомбардировщик с четырьмя бомбодержателями ETC 50 под крыльями для 50-кг бомб. Затем ввели бомбодержатели ETC 70 для 70-кг бомб (например, для кассетных бомб АВ 70). Выпускались также самолёты с бомбодержателями обоего типа (по одному ETC 50 и ETC 70 под каждым крылом).
FW-190F-8/R3 — штурмовик, вооружённый пушками МК 103 калибра 30 мм, подобный A-5/U11, но с изменёнными масками и станками пушек. Построено всего два экземпляра.
FW-190F-8/R13 — ночной бомбардировщик-торпедоносец, аналог обозначения F-8/U4.
FW-190F-8/R14 — торпедоносец, вооружённый торпедами TL F5b и LT 1В на держателе ETC 502. Это было развитие Fw 190A-5/U14. Самолёт оснащён удлинённой стойкой хвостового колеса и горизонтальным стабилизатором от Та 152. На самолёт ставили форсированный двигатель BMW 801TS.
FW-190F-8/R15 — аналог F-8/U3.
FW-190F-8/R16 — аналог F-8/U2.

### FW-190 G
FW-190G-1
При создании этого самолёта учитывался опыт создания дальнего истребителя-бомбардировщика FW-190A-4/U8. Дальность самолёта удалось значительно увеличить за счёт двух 300-литровых подвесных баков. Баки подвешивались на замках VTr-Ju-87 фирмы «Везерфлюг». Замки прикрывались дюралевыми обтекателями.
Хотя масса топлива на борту самолёта в результате достигала 880 кг, два подвесных бака резко нарушали аэродинамику самолёта. А перегрузка настолько удлиняла разбег, что самолёты не могли действовать с полевых аэродромов, имевших короткую взлётную полосу. Уменьшить массу можно было только за счёт бронирования или пулемётно-пушечного вооружения. Конструкторы пошли по второму пути, сняв с самолёта пулемёты и пушки в консолях крыльев. Таким образом, вооружение самолёта FW-190G-1 сократилось до двух 20-мм пушек MG 151/20E, установленных у основания крыльев. Боекомплект для пушек сократили до 150 выстрелов на ствол.
На бомбодержателе ETC 501 под фюзеляжем можно было подвешивать 250- или 500-кг бомбы или четыре 50-кг бомбы на адаптере ER 4). Часто на самолётах отсутствовало устройство FuG 25a, не всегда монтировался и радиопеленгатор. На месте пулемётов MG 17 под капотом установили дополнительный маслобак, чтобы обеспечить длительную бесперебойную работу двигателя. Всего выпустили около 50 самолётов FW-190А-4/U8, которые позднее стали числиться как FW-190G-1. В ходе выпуска несколько увеличили и укрепили обтекатели под крыльями для подвесных баков.
FW-190 G-2
Новая серия — FW-190G-2 — представляла собой аналог серии А-5, точнее варианта A-5/U8. Дополнительное топливо (468 кг) подвешивалось под крыльями в наружных баках, которые крепились упрощёнными замками V.Mtt-Schloss. Кроме того, отказались от обтекателей замков, которые улучшали аэродинамику при подвешенных баках, но после их сброса, наоборот, приводили к завихрениям, что проявлялось в повышенном расходе топлива и недоборе 40 км/ч максимальной скорости. Новые замки не требовали обтекателей, кроме того, сами по себе они уменьшали максимальную скорость полёта всего на 15 км/ч. На некоторых самолётах установили дополнительный маслобак, также как и на G-1. Небольшое число самолётов выпустили в варианте ночного бомбардировщика с обозначением FW-190G-2/N. Ночная модификация отличалась от дневной только пламегасителями на выхлопных патрубках и посадочным прожектором в передней кромке левого крыла.
FW-190 G-3
Летом 1943 года начался выпуск серии FW-190G-3 — аналог А-6. Вместо замков для подвесных баков под крыльями установили бомбодержатели V.Fw Trg. (Verkleideter Focke-Wulf Traeger), конструктивно похожими на ETC 501. На эти бомбодержатели самолёт мог брать или подвесной бак или 250-кг бомбу, что значительно увеличивало оперативную гибкость самолёта. Кроме того, в стандартную комплектацию входил автопилот PKS 11 (или более совершенный PKS 12), облегчавший работу лётчика, поскольку самолёты G-3 могли находиться в воздухе до 2,5 часов. С октября 1943 года самолёты G-3 оснащались двигателем BMW 801D-2, работавшем на бензине СЗ с октановым числом 96. Самолёт оснащался дополнительным впрыском, связанным с левым подающим каналом наддува. Благодаря этому можно было аварийно увеличить мощность двигателя на 10-15 минут на высотах до 1000 м.
Имелся тропический вариант — FW-190G-3/tp — с воздушным фильтром и дополнительным оснащением, необходимым при полётах над пустыней.
Имелись следующие варианты Ruestsatz:
FW-190G-3/R1 — штурмовой истребитель с двумя гондолами WB 151 /20 вместо замков V.Fw Trg. Вооружение состояло из шести 20-мм пушек. Две штатные MG 151/20E с боекомплектом 250 выстрелов на ствол размещались у основания крыла, четыре другие с боекомплектом 125 выстрелов на ствол попарно находились в гондолах. В сентябре 1943 года работы над этим вариантом велись в мастерских LZA при авиабазе «Заган-Кюппер». На самолёте отсутствовал автопилот и дополнительное бронирование. Самолёты могли действовать и как бомбардировщики, и как штурмовики.
FW-190G-3/R5 — штурмовик непосредственной поддержки на поле боя, аналог F-3/R1. Вместо замков V.Fw Trg. стояло по два бомбодержателя ETC 50. Дополнительное бронирование и дополнительный маслобак отсутствовали. Некоторые самолёты получили пару пулемётов MG 17 под капотом. На большинстве машин имелся автопилот.
FW-190 G-8
Следующей и последней серией стала G-8. Серии от G-4 и до G-7 были не реализованы ввиду того, что мало отличались друг от друга. Базой для G-8 послужил FW-190A-8. В конструкции самолёта учли все усовершенствования, внесённые в конструкцию не только А-8, но и F-8, в частности, самолёт получил увеличенный фонарь. Некоторые самолёты были приспособлены для полётов ночью — FW-190G-8/N. Ночные бомбардировщики оборудовались пламегасителями на выхлопных патрубках. Хотя под капотом пулемётов не было, самолёт получил характерный выгнутый капот, приспособленный под установку 13-мм пулемётов MG 131. Для подвески бомб и топливных баков использовались новые бомбодержатели ETC 503.
Имелись следующие варианты Ruestsatz:
FW-190 G-8/R4 — нереализованный проект самолёта, оснащённого устройством GM 1, обеспечивающего впрыск закиси азота (N2O), что позволяло поднять мощность двигателя на больших высотах.
FW-190 G-8/R5 — имел под крыльями четыре бомбодержателя ETC 50 (или ETC 70) вместо двух ETC 503.
Серия G-8 выпускалась с сентября 1943 года по февраль 1944 года. Затем выпуск свернули в пользу серии F-8. Это было результатом упрощения конструкции G-8. Последние G-8, выпущенные в феврале 1944 года, уже не имели автопилота. А после установки на самолёт двух пулемётов MG 131, G-8 перестал отличаться от F-8: G-8 = F-8/U1, G-8/R5 = F-8/R1).
Одиночные FW-190G-8 были приспособлены брать на внешнюю подвеску тяжёлые бомбы массой 1000, 1600 и 1800 кг. Эти самолёты оснащались усиленными стойками шасси и колёсами с усиленными камерами. На месте бомбодержателя ETC 501 устанавливался бомбодержатель Schloss 1000 или 2000. Перегруженные FW-190G требовали при взлёте 1200—1300 м разбега.
Всего было выпущено около 800 FW-190G всех серий. Это также была последняя модификация FW-190, оснащённая звездообразным двигателем. В заключение следует сказать, что установить точное число выпущенных самолётов FW-190 практически невозможно. Во-первых, архивы всех предприятий «Фокке-Вульф» и фирм, выпускавших самолёты по лицензии, в полном объёме не сохранились. Во-вторых, совершенно неизвестно сколько самолётов произвели малые предприятия (например, «Менибум»), которые занимались выпуском специализированных модификаций. Кроме того, в ремонтных мастерских большое число самолётов было собрано из частей повреждённых машин, отправленных на капитальный ремонт. Случалось, что в одном самолёте «встречались» крылья, фюзеляж, хвостовое оперение и двигатель от самолётов самых разных серий. Таким самолётам присваивали новые серийные номера и отправляли на фронт. Примером может послужить самолёт FW-190F-8/R1, экспонируемый в наши дни в Национальном Аэрокосмическом музее в Вашингтоне, США. Когда приступили к реставрации самолёта, обнаружили табличку с серийным номером W.Nr. 640069, что означало, что это А-7. Но в ходе капитального ремонта самолёт был переделан в соответствии со стандартом F-8 и получил новый серийный номер (W.Nr. 931884), после чего снова был отправлен на службу.

### FW-190 S
В ходе перевооружения штурмовых частей устаревшие Юнкерсы Ju 87 заменялись Фокке-Вульфами FW-190F. Многим пилотам требовалась переподготовка для перехода с медленных Юнкерсов на более скоростные Фокке-Вульфы. Для этой цели несколько FW-190A-5, а впоследствии ещё несколько FW-190A-8 были переоборудованы в учебно-тренировочные самолёты, получившие индекс S (нем. Schulflugzeug). Сдвигаемый назад фонарь кабины был заменён на открываемый в сторону двойной фонарь. Всего было переоборудовано 58 FW-190S-5 и FW-190S-8.

### Fw-190 C/B/V18
Fw-190C — экспериментальный высотный истребитель-перехватчик, оснащенный двигателем Daimler-Benz DB-603, который был разработан по тому же проекту, что и Fw-190 серии D. Запланированный как высотный перехватчик, Fw-190C был спроектирован с уникальной силовой установкой, состоящей из двигателя DB 603, соединённого с нижним турбонагнетателем и четырёхлопастным винтом, что не характерно для немецких истребителей, имевших трехлопастной винт. Несмотря на умеренный успех, Fw-190C так и не был запущен в производство, его заменили истребители Fw-190D и Focke-Wulf Ta 152 (перехватчики Курта Танка носили название «Ta» по двум первым буквам фамилии конструктора) . Таким образом, Fw-190C никогда не был запущен в серийное производство.

## Производство
Производство Fw 190 продолжалось с 1941 года до самого окончания войны, в ходе которой самолёт неоднократно модернизировался. Хотя в период с 1945 до 2014 года выпущено более 70 книг и значительное количество публикаций, посвящённых Fw 190, общее количество выпущенных машин не установлено (наибольшее распространение в научной и справочной литературе получила цифра 20 001 самолётов), по-прежнему остаются вопросы о точном количестве самолётов, выпущенных в заключительный период войны, с конца 1944 до весны 1945 года, а также о точном количестве самолётов, переоборудованных из одной модификации в другую (например, точное количество Fw 190-A7, переоборудованных в Fw 190-F9 компанией «Arado»).
По другим данным, всего было произведено около 20 тыс. самолётов (из них 13 365 в варианте истребителя и ночного истребителя и 6634 в варианте истребителя-бомбардировщика).

## На вооружении
Третий рейх
- Люфтваффе.

Франция
- ВВС Франции после окончания войны заказали компании 64 самолёта «FW-190 A-6» под обозначением «NC 900». Они некоторое время находились в строю и были сняты с вооружения из-за проблем с двигателями «BMW-801».

Венгрия
- Королевские Венгерские ВВС получили 72 «FW-190F-8» для оборонительных целей и обучения.

Япония
- Имперские Японские ВВС получили два «FW-190A-5/A-8» для испытаний.

Румыния
- Королевские Румынские ВВС получили некоторое количество «FW-190A-8» для защиты городских районов.

СССР
- После окончания Великой Отечественной войны трофейные FW 190D-9 были направлены в Любецкую школу воздушного боя[9] для последующего изучения.

Турция
- Турецкие ВВС, начиная с октября 1942 по март 1943 года, приобрели у Германии 72 экземпляра экспортной версии FW-190A-3a для модернизации своего парка истребителей. Самолёты оставались в строю до 1948—1949 годов.

Великобритания
- Королевские ВВС захватили три «FW-190A» при различных обстоятельствах, включая известный инцидент с Армином Фабером.

США
- ВВС Армии США[англ.] захватили несколько «FW-190», оставленных люфтваффе на авиабазах при отступлении. Один из таких самолётов был перекрашен в ярко-красный цвет и нанесены опознавательные знаки ВВС США.
- ВМС США имел один «FW-190 A-5» (зав. № 150051). Он носил стандартную для самолётов морской авиации США раскраску.

## Тактико-технические характеристики
| Характеристика                            | FW-190A-8 | FW-190D-9                            |
| Технические характеристики                | Технические характеристики                                                                                   | Технические характеристики           |
| ----------------------------------------- | --- | ------------------------------------ |
| Экипаж                                    | 1 пилот | 1 пилот                              |
| Длина, м                                  | 9,00 | 10,20                                |
| Размах крыла, м                           | 10,51 | 10,50                                |
| Высота, м                                 | 3,95 | 3,35                                 |
| Площадь крыла, м²                         | 18,30 | 18,30                                |
| Масса пустого, кг                         | 3200 | 3490                                 |
| Масса снаряжённого, кг                    | 4417 | 4350                                 |
| Максимальная взлётная масса, кг           | 4900 | 4840                                 |
| Двигатель                                 | 1× BMW 801D-2                                                                                                | 1× Jumo 213A-1                       |
| Мощность, кВт (л. с.)                     | 1272 (1730) 1471 (2000) (на форсаже)                                                                         | 1287 (1750) 1544 (2100) (на форсаже) |
| Лётные характеристики                     | |                                      |
| Максимальная скорость на высоте, км/ч / м | 656 / 4800 685 (на форсаже) 750 (в пикировании)                                                              | 685 / 6600 710 / 11 300              |
| Дальность полёта, км                      | 800 | 835                                  |
| Практический потолок, м                   | 11 410 | 12 000                               |
| Скороподъёмность, м/с                     | 13 | 17                                   |
| Разбег, м                                 | 450 | 450                                  |
| Нагрузка на крыло, кг/м²                  | 241 | 238                                  |
| Тяговооружённость, кВт/кг                 | 0,29-0,33 | 0,30-0,35                            |
| Вооружение                                | |                                      |
| Пулемётно-пушечное                        | 2×13 мм MG-131 (2×475 сн.); 4×20 мм MG151/20E (2×250 снарядов в корне крыла, 2×140 снарядов в консоли крыла) | 2×13 мм MG-131 2×20 мм MG 151        |
| Бомбовое                                  | | 1×500 кг SC500                       |

| Характеристика                            | FW-190A-1                            | FW-190A-2                            | FW-190A-3                         | FW-190A-5                  |
| Технические характеристики                | Технические характеристики           | Технические характеристики           | Технические характеристики        | Технические характеристики |
| ----------------------------------------- | ------------------------------------ | ------------------------------------ | --------------------------------- | -------------------------- |
| Длина, м                                  | 8,80                                 | 8,80                                 | 8,85                              | 8,95                       |
| Размах крыла, м                           | 10,50                                | 10,50                                | 10,50                             | 10,50                      |
| Площадь крыла, м²                         | 18,30                                | 18,30                                | 18,30                             | 18,30                      |
| Масса пустого, кг                         | 2522                                 | 2700                                 | 2845                              | 2960                       |
| Масса снаряжённого, кг                    | 3775                                 | 3790                                 | 3855                              | 4106                       |
| Двигатель BMW 801                         | C-1                                  | C-2/D                                | D-2                               | D-2                        |
| Мощность, л. с.                           | 1560 (у земли) 1420 (на высоте 5700) | 1700 (у земли) 1420 (на высоте 5700) | 1700 (у земли)                    | 1730 (у земли)             |
| Лётные характеристики                     |                                      |                                      |                                   |                            |
| Максимальная скорость на высоте, км/ч / м | 545/ 0 585/3100 660/5700 635/8 000   | 560 / 0 602 / 3500 700/6700 685/8000 | 565/ 0 585/3200 680/6500 660/8000 | - 670/6500 -               |
| Дальность полёта, км (на высоте 5000 м    | 750                                  | 750                                  | 810                               | 850                        |
| Практический потолок, м                   | 11 000                               | 11 800                               | 11 000                            | 10 000                     |
| Время подъёма на высоту 6000 м, мин.      | 7,7                                  | 7,2                                  | 7,2                               | -                          |

## Модели
Выпускаются масштабные сборные модели FW 190 нескольких модификаций в масштабах 1:72, 1:48 и 1:32 фирмами Eduard (2 поколения модели, Чешская Республика), Hasegawa (в 1/32 — перепаковка старого набора от Ревелл), Tamiya (Япония), Zvezda (Россия), Revell (Германия, в 1/32 Существует два поколения модели. Новая более деталированная и старая, в 1/48 также две модели, обновленная и копия monogram из 50тых), Airfix и F.R.O.G (Великобритания), NOVO (СССР), Italeri (Италия), Mistercraft (Польша), SMER (Румыния). Самыми популярными модификациями выпускаемых моделей FW 190 являются A-3, A-4, A-5, A-8, F-8, D-9, D-12, Ta 152H.